# Sluizencomplex Halfweg

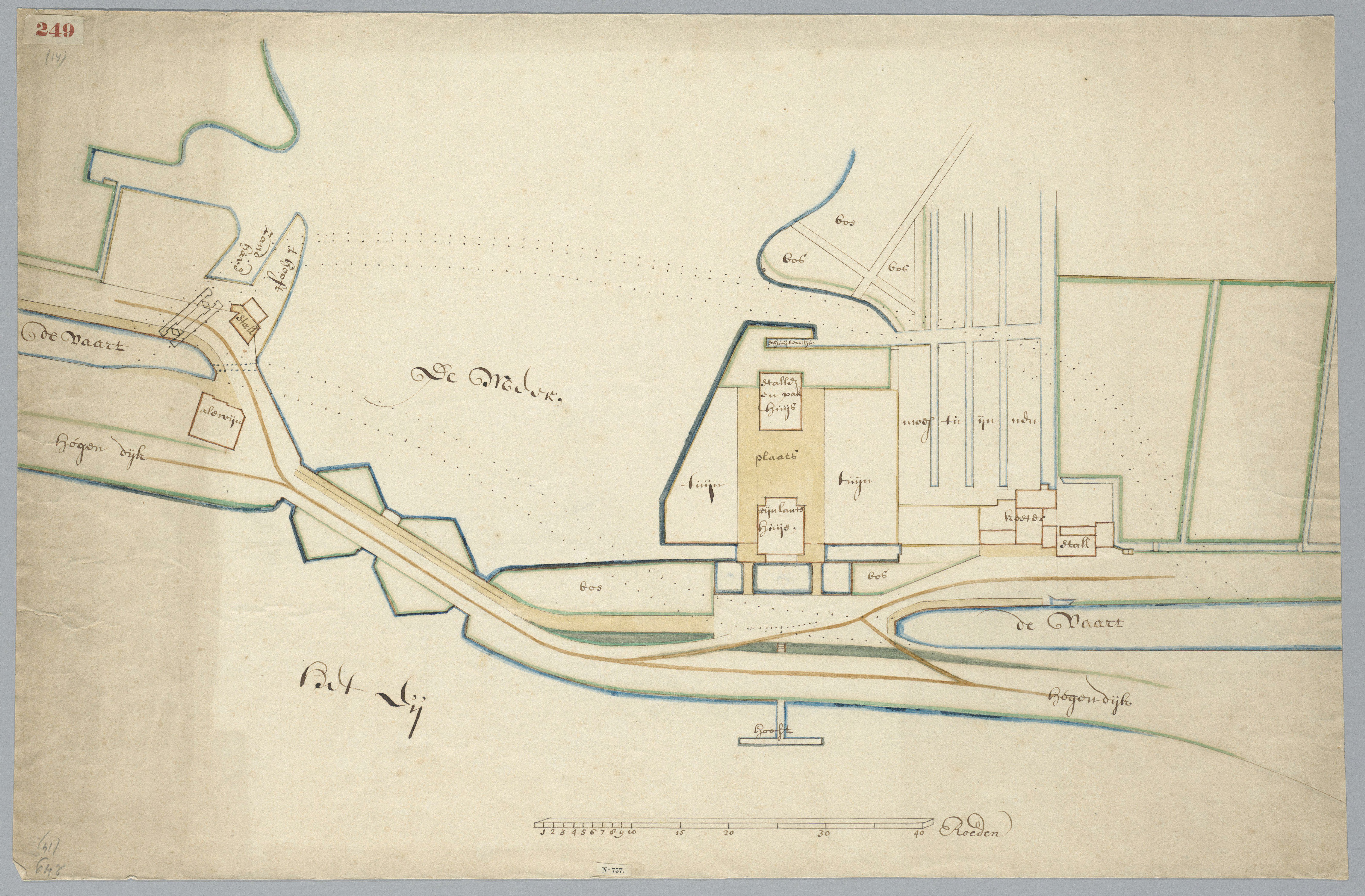
Situatie 1700-1750, (Noord is onder)

Het Sluizencomplex Halfweg is een complex van sluizen en sluiseilanden in Halfweg.
Volgens het infobord van gemeente en ANWB is het gebied sinds 1491 constant in ontwikkeling. Het laat tevens de geschiedenis van dit gebied zien. Het Hoogheemraadschap van Rijnland laat in 1492 ter afwatering van het Spieringmeer een tweetal houten spuisluizen plaatsen. Het kantoor van het hoogheemraadschap staat aan de westkant van die opening. De stormvloed van 1509 slaat land weg waardoor er een open verbinding komt tussen het Spieringmeer en het Haarlemmermeer. Een grote ingreep ter plekke is de vervanging van die houten sluizen door een systeem van stenen sluizen en sluiseilanden in 1560. De doorgangen krijgen de naam west-, midden- en oostsluis. Het watersysteem wordt rond 1832 nog ingewikkelder. Van beide kanten nadert de Haarlemmertrekvaart, de scheepvaartverbinding tussen Amsterdam en Haarlem, maar er komt geen directe scheepsverbinding. Gewoon doorvaren is er niet bij; de reizigers moeten overstappen middels een houten doorgang, bij een wild IJ houdt men het niet droog. Weer een grote kentering vormt de ontwikkeling van het spoor. Rond 1839 wordt begonnen met de spoorverbinding klaar tussen Amsterdam en Haarlem; de oostsluis krijgt een overspanning. Ook het landschap verandert met droogleggingen van Haarlemmermeer en Houtrak. In 20e eeuw is verandering van verkeer te zien. Er is nog nauwelijks scheepvaart; het is overgenomen door spoor en Rijksweg 200, beide worden in de loop der jaren steeds belangrijker en drukker. Het sluizencomplex wordt ingebouwd tussen spoorviaducten ten noorden en boezembrug ten zuiden van het sluizencomplex. Dat complex wordt dan ook nutteloos als in 1977 het Boezemgemaal Halfweg van Dick Slebos gaat werken. 

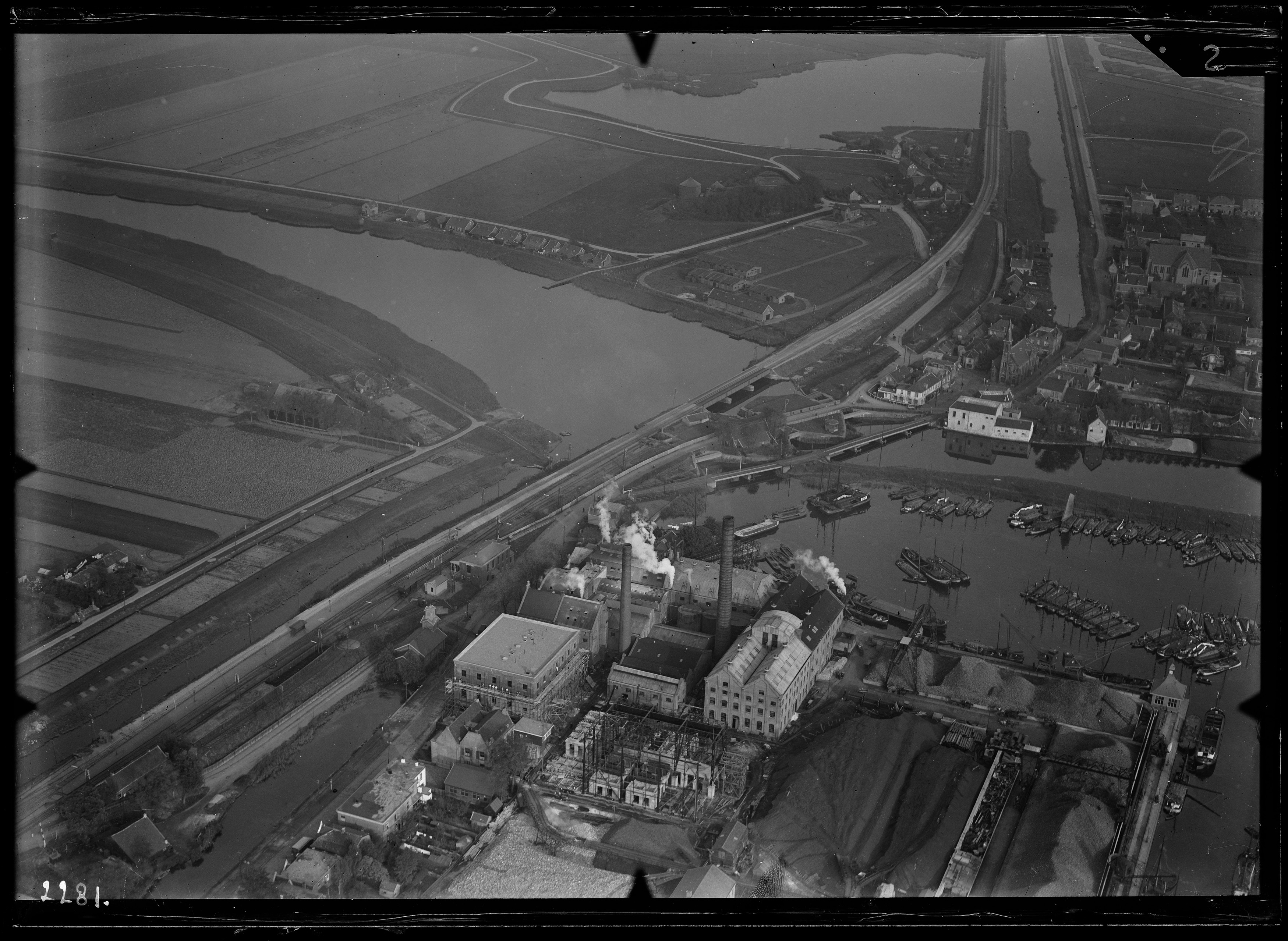
Luchtfoto van complex in de periode 1920-1940 (Noord is links)

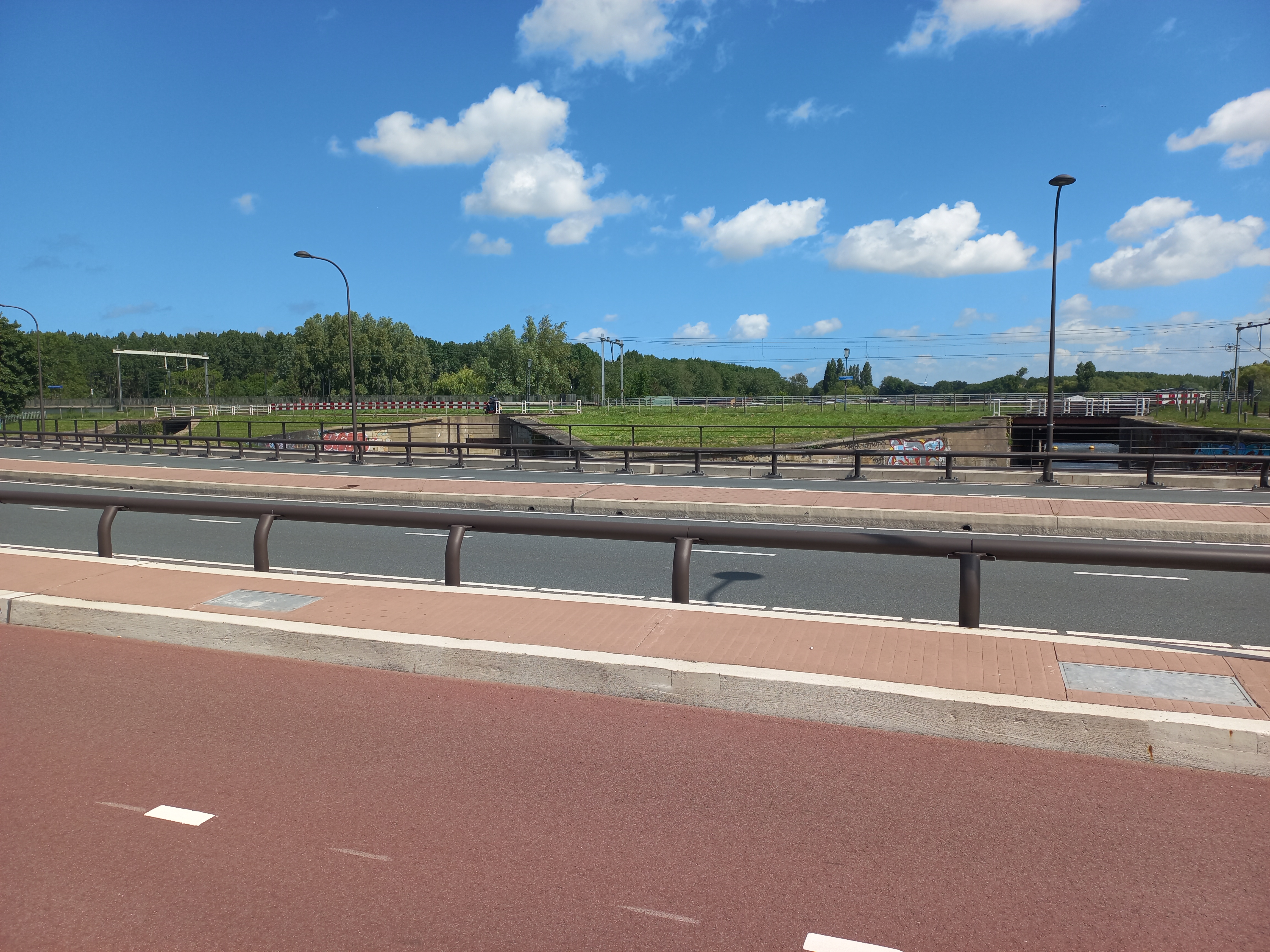
Sluizencomplex juni 2022)

In de jaren tien van de 21e eeuw wordt dan nog de boezembrug vervangen, ze was totaal versleten door het drukke autoverkeer, tegelijkertijd wordt het dijklichaam aan beide zijden van het sluizencomplex verhoogd.
Het sluizencomplex wordt tot gemeentelijk monument in Haarlemmermeer verklaard, in 2021 op de voet gevolgd door het Boezemgemaal Halfweg in Amsterdam. 